# 曾我助乗
曾我 助乗（そが すけのり、生没年不詳）は、戦国時代から安土桃山時代の武将。

## 略歴
代々室町幕府に仕える家に生まれ、自身も足利義晴・義輝父子に仕える。のち永禄12年（1569年）足利義昭が織田信長の支援で入京するとこれに馳せ参じ、若狭国内に所領を与えられる。また信長からも山城・摂津・河内国内の水陸過書の認可を得た。天正元年（1573年）信長と対立した義昭の槇島城籠城に従い、義昭が若江城に落ちた時もこれに従った。後年、豊臣秀吉に仕えて所領を給付された。